# Petit four

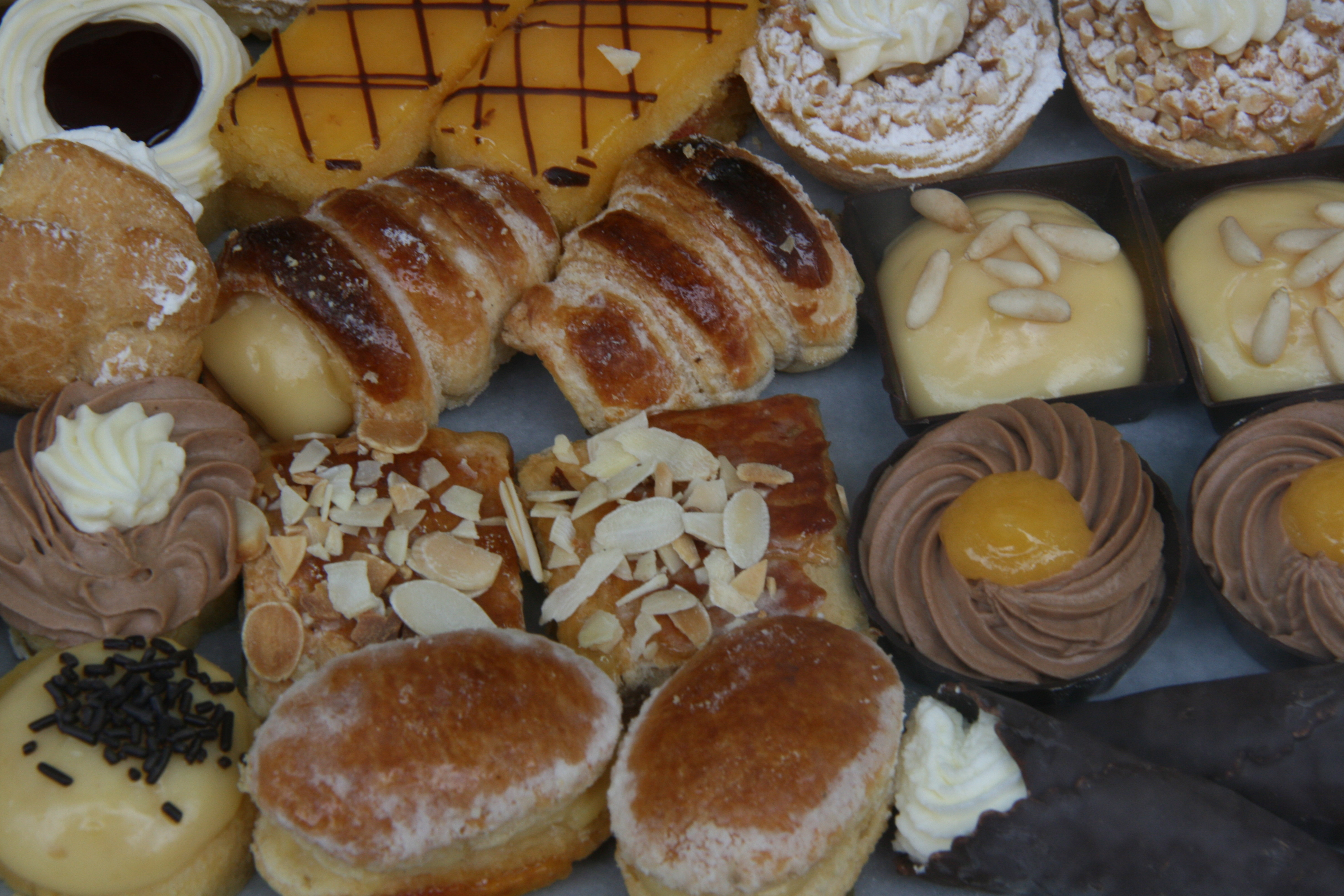
Detalle de unos petits fours.

Un petit four (expresión francesa; en plural: petits fours) (pasteles en España, tosteles en Costa Rica  y masas finas o masitas en Argentina, Uruguay, Paraguay y Bolivia) es un pastel de pequeño tamaño, dulce, de la repostería francesa. Por regla general son de unos pocos centímetros de tamaño y llevan una decoración en miniatura acorde con su reducido tamaño. Se suelen servir tradicionalmente en cócteles, aperitivos, meriendas, tomando café y en menor medida al final de las comidas.
El nombre francés significa "pequeño horno", una expresión que se podría traducir por "horno lento" (de la misma manera "a fuego lento" se dice tradicionalmente à petit feu). Esto se debe a que antiguamente los pasteleros aprovechaban el calor remanente en el horno después de haberlo apagado para hornear pequeñas piezas que no habrían aguantado el calor del horno a pleno rendimiento.
La gastronomía contemporánea ha ido adaptando los petits fours a los gustos y costumbres culinarias de cada país empleando recetas e ingredientes locales, por lo que un petit four es más un concepto gastronómico que un conjunto cerrado de recetas en sí.

## Características de lospetits foursfranceses

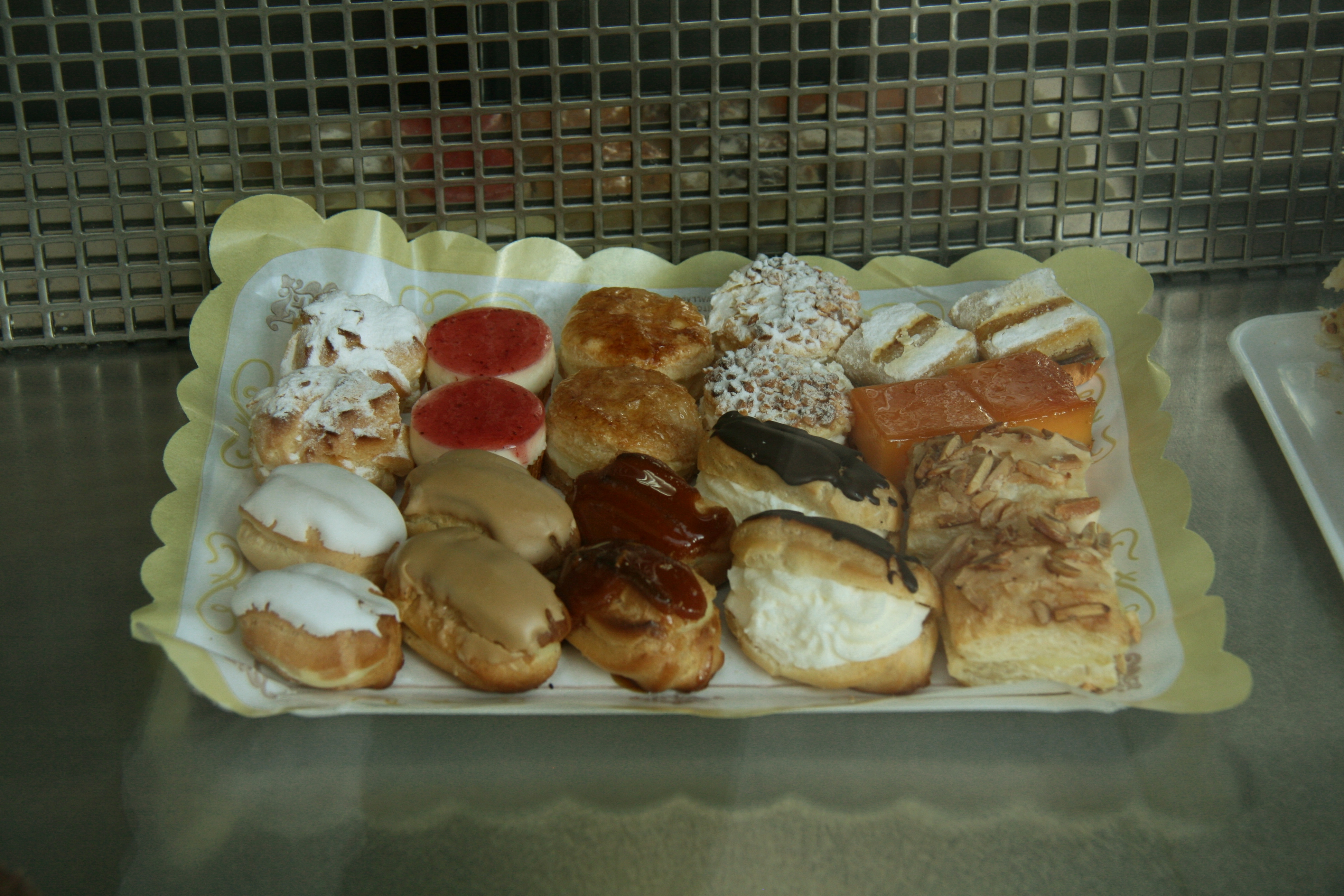
Surtido de petits fours y mignardises.

Los petits fours son piezas diseñadas y cocinadas ex profeso en función de su pequeño tamaño. La decoración y la presentación son muy cuidadas, y sus características dependen de la imaginación del pastelero. La versión en miniatura de piezas habitualmente más grandes como los pepitos y las tartaletas, o las pizzas y las quiches, se llaman mignardises y no son estrictamente petits fours.
La fama internacional de los petits fours ha llevado a generalizar esta categoría incluyendo en ella muchas piezas de pequeño tamaño que pertenecen a otras clases de preparados. Por ejemplo, los petits fours llamados "secos" pertenecen en realidad a las pastas de té, y cuando se asemejan a pequeños sándwiches no son petits fours sino que son canapés.

### Tipos
Existen diversos tipos de petit four:
- Petits fours secs: es decir petits fours elaborados con masas "secas", como los macarons, los merengues, los bizcochos y los hojaldres.
- Petits fours glacés: los petits fours que llevan un acabado glaseado (glacé en francés).
- petits fours salés: es decir aquellos que se elaboran con rellenos salados, como carne, queso, embutidos y hortalizas, picados, en pequeñas porciones o en crema. Suelen ser servidos como aperitivo o en un cóctel.

## Características de lospetits foursinternacionales
Los modernos petits fours son pasteles de forma recortada, elaborados con pastel genovés, a veces cubierto con una capa de fondant de chocolate. Los antiguos petits fours, tienen el tamaño que permite una masa en un puño. Hoy en día, en algunas ocasiones la masa de su relleno les asemeja a bocadillo (o sándwich), al igual que los pepitos. En algunos países como repostería estadounidense se suele emplear como relleno de los petit four la crema de mantequilla.